# بيير جاكيز هيلياس
بيير جاكيز هيلياس (بالفرنسية: Pierre-Jakez Hélias)‏ (1914 - 1995)، هو أديب شاعر وكاتب مسرحي وصحافي فرنسي. وأستاذ جامعي عُرف بإنتاجه الغزير، حيث قدم نحو سبعين مؤلفا، أشهرها «حصان الكبرياء» و «العشب الذهبي» و «تل الوحدة» و «ريح الشمس» و «الأرض».